# Ursus 5024
Ursus 5024 – ciężki ciągnik postlicencyjny z napędem na 4 koła produkowany seryjnie w latach 2007–2009 roku firmę ZPC Ursus.

## Dane techniczne
- Typ silnika - ekologiczny Perkins 1104C-44 (RE38351),
- Pojemność silnika - 4400 cm³,
- Max.moment obrotowy - 273 Nm,
- Liczba cylindrów - 4,
- Liczba biegów przód/tył - 8/2 lub 12/4
- Regulacja podnośnika - siłowa, pozycyjna, szybkości reakcji,
- Wydatek pompy podnośnika - 26 l/min.,
- Wydatek hydrauliczny zew. łączny z pompą pomocniczą 45 l/min lub 62 l/min*,
- Max. udźwig podnośnika - 2800 kg lub 3200 kg
- Liczba wyjść hydraulicznych - 4,
- Mechanizm kierowniczy - hydrostatyczny,
- Hamulec roboczy - tarczowy, mokry,
- Ogumienie przód/tył - 12,4R24/16,9R34,
- Rozstaw osi - 2345 lub 2400 mm,
- Min. masa - 3450 kg,
- Max. masa z obciążnikami - 4180 kg,
- Zbiornik paliwa - 80 dm³,
- Kabina (Rama) - Komfortowa,
- Obciążniki przednie - 260 kg (+180 kg)*,
- Obciążniki tylne - (190 lub 290 kg)*,
- Kabina - Komfortowa 07S,
- Maska uchylna z tworzywa sztucznego,
- Deska rozdzielcza z cyfrowym wyświetlaczem.